# Pseuderanthemum variabile
Pseuderanthemum variabilees una especie de planta herbácea perteneciente a la familia de las acantáceas. Su hábitat natural es el suelo de la selva húmeda o bosque de eucaliptos en el norte y el este de Australia, al norte de Bega, Nueva Gales del Sur. 

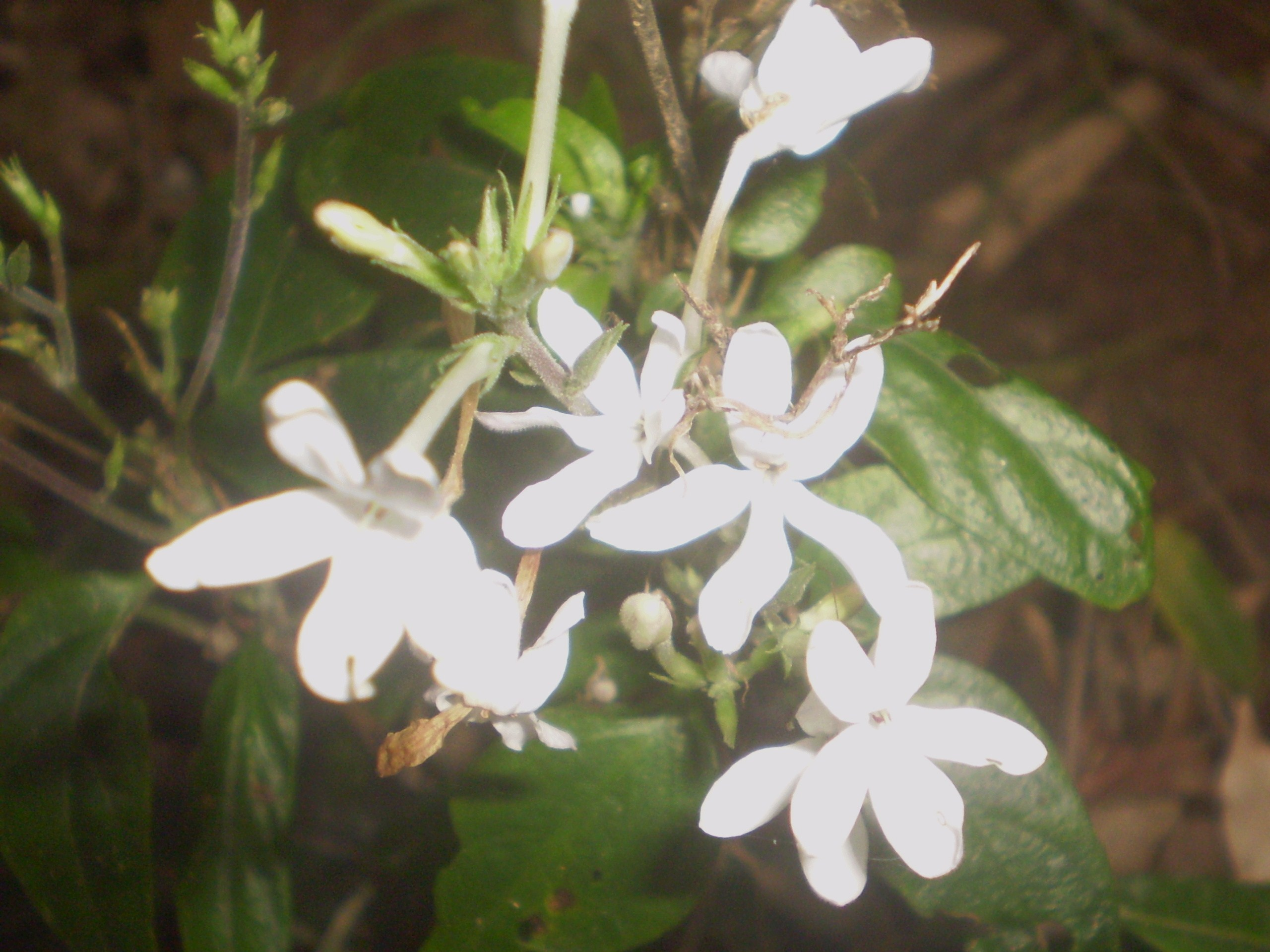
Detalle de las flores

## Descripción
Es una planta herbácea pequeñas, de hasta 30 cm de alto. Las ramas son pubescentes.
Las hojas de 2 a 7 cm de largo, y hasta 4 cm de ancho, son lanceoladas a ovadas. A veces, un depósito de mineral duro se produce en las hojas. La base de la hoja puede ser de color púrpura, punteadas con glándulas.
Las flores se producen entre noviembre y mayo, siendo de color blanco, lila, púrpura o azul. A veces con manchas cerca de la mitad. De vez en cuando las flores no se abren y se autofertilizan. El fruto es una cápsula, a veces peluda.

## Usos
Se utiliza como planta de jardín por las flores que son muy atractivas. 

## Taxonomía
Pseuderanthemum variabile fue descrita por (R.Br.) Radlk. y publicado en Sitzungsberichte der mathematisch-physikalischen Classe der k. b. Akademie der Wissenschaften zu Munchen 13 1884
Etimología
Pseuderanthemum: nombre genérico compuesto que deriva del latín y significa "falso Eranthemum".
variabile: epíteto latíno que significa "variable".
Sinonimia
- Chrestienia elegans Montrouz.
- Chrestienia montana Montrouz.
- Eranthemum micranthum Nees
- Eranthemum pratense Pancher ex Beauvis.
- Eranthemum variabile R.Br.
- Siphoneranthemum variabile Kuntze[2]